# 함양 마안산성
함양 마안산성(咸陽 馬鞍山城)은 대한민국 경상남도 함양군 지곡면 창평리, 마안산(507.8m) 9부 능선상에 내탁하여 축조된 퇴뫼식 산성이다. 1997년 12월 31일 경상남도의 기념물 제173호로 지정되었다.

## 개요
경남 함양군에 있는 마안산성은 해발 508m 정도의 마안산 정상을 둘러 쌓은 테뫼식 산성이다.
자연석을 이용하여 성벽을 쌓아 올렸는데 현재 훼손이 심하여 확실히 알 수 없지만 조선시대 이전에 만든 것으로 추정한다. 인근에 있는 사근산성과 황석산성 등을 고려한다면 삼국시대나 고려시대에 이 지역 주민들의 방어용으로 쌓은 것으로 보여 산성 연구에 중요한 자료가 된다.
이 산성은 현재 거의 붕괴된 상태이며 부분적으로 흔적이 남아 있다. 그 중 양호한 상태의 남벽은 자연석을 이용하여 쌓았으며 남아 있는 성벽은 높이 2m, 길이 50m이다.

## 참고 자료
- 함양마안산성 - 국가유산청 국가유산포털